# Хроника Богемии (Лейпцигская хроника)
Хроника Богемии (Лейпцигская хроника) лат. Chronicon Bohemie (Chronicon Lipsiense) — написанное на латинском языке небольшое историческое сочинение по истории чешского королевства. Название лейпцигская получила по единственной рукописи в которой она сохранилась до н.в. Охватывает период с 1348 по 15 марта 1411 гг.

## Издания
- Chronicon Bohemie (Chronicon Lipsiense) // Geschichtsschreiber der Husitischen Bewegung in Boehmen. Bd. 2 (Fontes Rerum Austriacarum. Oesterreichische Geschichtsquellen. Erste Abteilung. Scriptores). Wien. 1856.

## Переводы на русский язык
- Хроника Богемии (лейпцигская) в переводе И. М. Дьяконова на сайте Восточная литература

- Хроника Богемии (лейпцигская) фрагмент хроники в переводе Р. Гагуа на сайте Восточная литература